# Heinrich Wulff (Politiker, 1896)
Heinrich Wulff (* 29. März 1896 in Buchholz; † 26. August 1966 in Bad Zwischenahn) war ein deutscher Politiker (SPD). Er war Abgeordneter im Landtag von Niedersachsen.
Wulff besuchte die Volksschule und danach eine Landwirtschaftsschule. Im Jahr 1915 meldete er sich als Kriegsfreiwilliger für den Ersten Weltkrieg und war in Russland und in Frankreich im Einsatz. Er wurde 1915 einmal schwer und 1916 leicht verwundet. Nach seiner Rückkehr war er von 1919 bis 1920 bei den Freiwilligen Jägern 10 im Grenzschutz und Lehrregiment. Ab 1920 war er bei der Sicherheitspolizei und der Polizeischule. Ab 1923 war er bei der Luftpolizei und im Luftüberwachungsdienst tätig. Ab 1925 besuchte er eine Schule für Technik und Verkehr und 1926 die Polizeiberufsschule und die Volkshochschule. Ab 1935 war er im Luftaufsichtsdienst tätig. Später wurde er Leiter einer Luftaufsichtswache und Flugleiter. Wulff besuchte 1937 eine Reichsschule für Luftaufsicht und war danach Obermeister im Reichsluftaufsichtsdienst. Von 1941 bis 1944 war Wulff als Hauptmann der Luftwaffe Fachlehrer und Lehrgangsleiter der Flugleitungsschule. Er flog Sondereinsätze beim Oberkommando Luftwaffe Orient, Demjansk und Stalingrad. Von 1945 bis 1948 wurde er von der Besatzungsmacht einsatzverpflichtet. Von 1949 bis 1951 war Wulff Kreisbeauftragter für Arbeitsbeschaffung. Von 1952 bis 1956 war er bei der Polizei als Polizeiobermeister tätig. Von März bis April 1957 war er auf einem Seminar bei den Vereinten Nationen in Genf. Wulff war ab 1948 mit kurzer Unterbrechung Mitglied des Kreistages Ammerland. Zudem war er stellvertretender Bürgermeister in Zwischenahn und stellvertretender Landrat des Landkreises Ammerland. In der fünften Wahlperiode war er von 1963 bis zu seinem Tod Abgeordneter im Landtag von Niedersachsen.